# Baza huppé
Aviceda subcristata
Espèce
Statut de conservation UICN

 LC  : Préoccupation mineure
Statut CITES
Le Baza huppé (Aviceda subcristata) est une espèce de rapace de la famille des Accipitridae

## Description
C'est un rapace mince, de taille moyenne avec une crête très distinctive. Son dos est surtout brun foncé avec une tête grise et des yeux jaunes. Il présente des bandes voyantes blanches et brun foncé sur la poitrine, le dessous de la queue et des ailes. Les femelles sont légèrement plus grandes que les mâles.

## Habitat et répartition
On le trouve dans les zones côtières et subcôtieres du nord et l'est de l'Australie, du Wallacea, de la Nouvelle-Guinée et des îles adjacentes.

## Alimentation
Il se nourrit de phasmes (en particulier lors de la période de reproduction) ainsi que d'autres gros insectes, de grenouilles arboricoles, de lézards, d'oiseaux et de petits fruits.

## Nidification
Il niche en haut des arbres en forêt et la taille de la couvée est de 2 à 4 œufs.

## Sous-espèces
D'après la classification de référence (version 14.1, 2024) de l'Union internationale des ornithologues, l'Urubu à tête rouge possède 6 sous-espèces (ordre philogénique) :
- A. s. timorlaoensis (Meyer, AB, 1893) — petites îles de la Sonde et îles Tanimbar ;
- A. s. rufa (Schlegel, 1866) _ Moluques du Nord ;
- A. s. stresemanni (Siebers, 1930) — Buru ;
- A. s. reinwardtii (Schlegel & Müller, S, 1841) — Boano, Seram, Ambon et Haruku ;
- A. s. pallida (Stresemann, 1913) — Seram Laut et îles Kai ;
- A. s. waigeuensis Mayr, 1940 — Waigeo ;
- A. s. obscura Junge, 1956 — Biak ;
- A. s. stenozona (Gray, GR, 1858) — Misool, Batanta et Salawati, îles Aru et sud de la Nouvelle-Guinée ;
- A. s. megala (Stresemann, 1913) — nord de la Nouvelle-Guinée ;
- A. s. coultasi Mayr, 1945 — îles de l'Amirauté ;
- A. s. bismarckii (Sharpe, 1888) — archipel Bismarck ;
- A. s. gurneyi (Ramsay, EP, 1882) — îles Salomon ;
- A. s. subcristata (Gould, 1838) — nord/est de l'Australie.

## Galerie

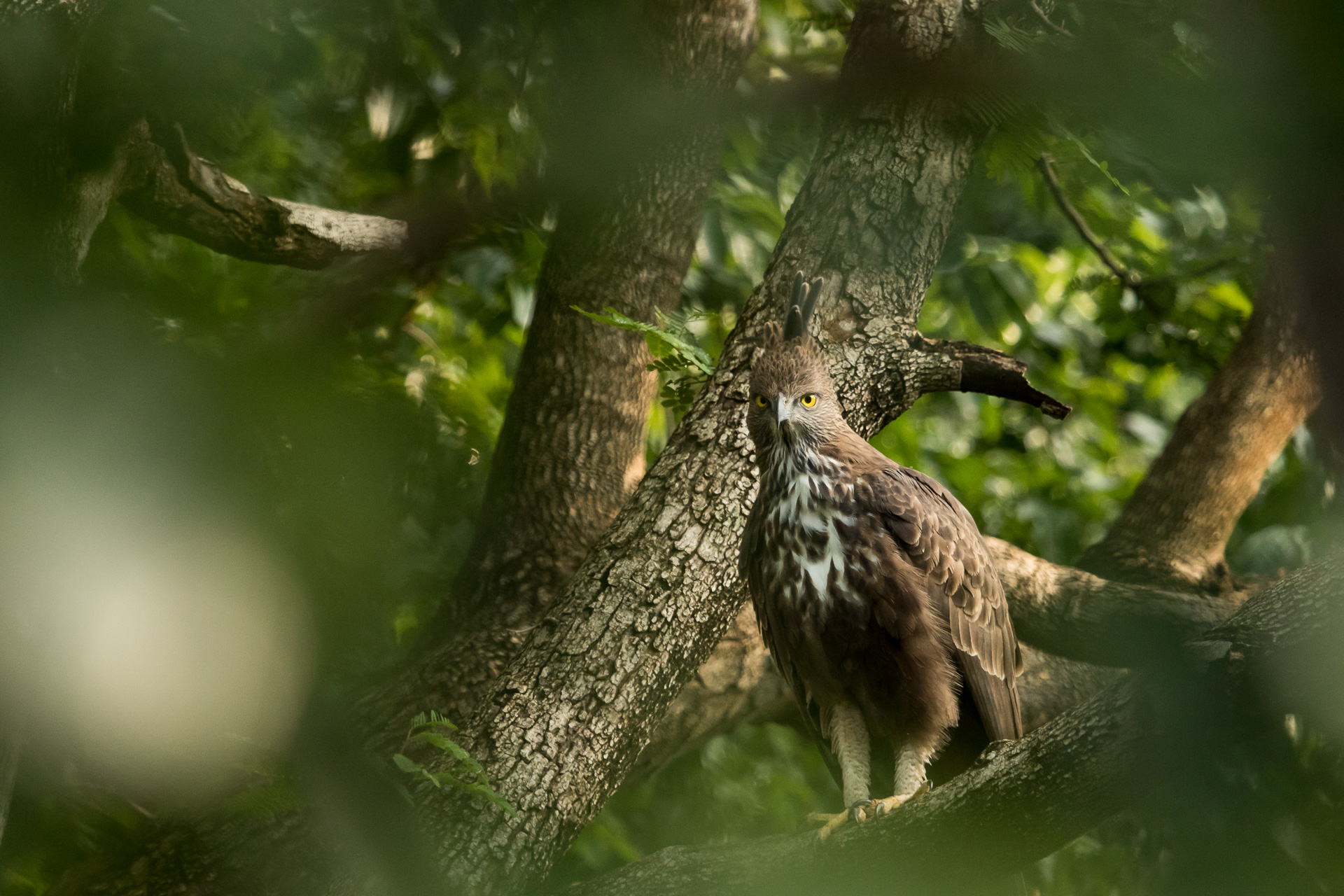
Baza huppé du sanctuaire de la vie sauvage de la Cauvery en Inde